# Robert H. Crabtree

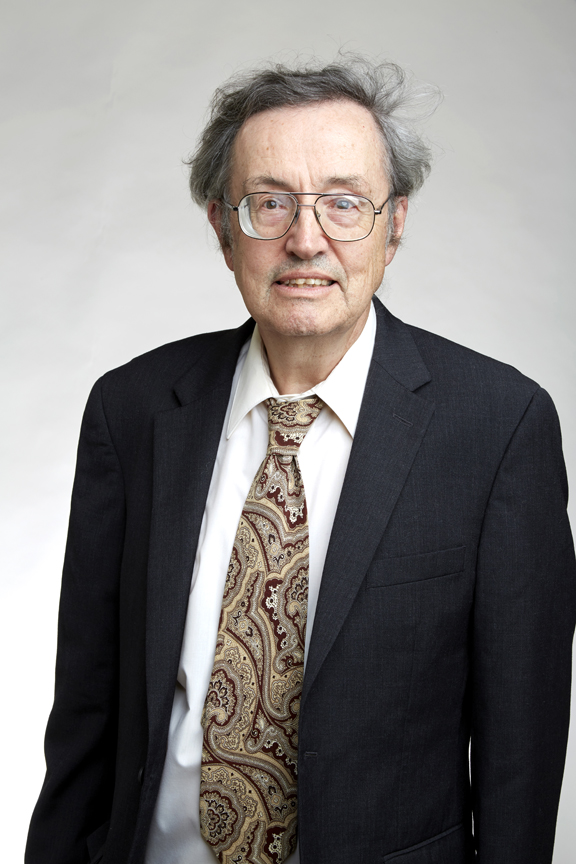
Robert H. Crabtree, 2018

Robert Howard Crabtree (* 17. April 1948 in London) ist ein britisch-US-amerikanischer Chemiker.  Er ist bekannt für den Iridium-basierenden Crabtree-Katalysator, der für Hydrierungen eingesetzt wird und für sein Lehrbuch über Metallorganische Chemie.

## Leben und Werk
Crabtree studierte zwischen 1959 und 1966 Chemie am Brighton College. Er erhielt einen B.A. Abschluss vom New College in Oxford im Jahr 1970, wo er im Arbeitskreis von Malcolm Green studierte. Er promovierte an der University of Sussex im Jahr 1973 im Arbeitskreis von Joseph Chatt. Es folgten Postdoc-Aufenthalte bei Hugh Felkin an der Institut de Chimie des Substances Naturelles in Gif-sur-Yvette in der Nähe von Paris. Im Jahr 1977 nahm Crabtree einen Ruf als Assistenzprofessor für Anorganische Chemie an der Yale University an. Seit 1985 ist er ordentlicher Professor.
Crabtree erhielt zahlreiche Auszeichnungen und Ehrungen. So wurde er 1981 Fellow der Alfred P. Sloan Foundation. Im Jahr 1984 erhielt er die Corday-Morgan-Medaille der Royal Society of Chemistry. Im Jahr 2009 erhielt er den Green Chemistry Award der American Chemical Society. 2011 wurde er in die American Academy of Arts and Sciences gewählt, 2017 in die National Academy of Sciences, 2018 in die Royal Society. 2013 erhielt er den Centenary Prize der Royal Society of Chemistry.